# Fontaine de Pousthomy
La fontaine de Pousthomy est une fontaine située à Pousthomy, en France.

## Localisation
La fontaine est située sur la commune de Pousthomy, dans le département français de l'Aveyron.

## Historique
L'édifice est inscrit au titre des monuments historiques en 1983.